# Врба (Краљево)
Врба је насељено место града Краљева у Рашком округу. Према попису из 2022. било је 1180 становника.
Овде се налазе ОШ „Доситеј Обрадовић” и црква брвнара.

## Демографија
У насељу Врба живи 1021 пунолетни становник, а просечна старост становништва износи 40,9 година (38,8 код мушкараца и 42,9 код жена). У насељу има 412 домаћинстава, а просечан број чланова по домаћинству је 3,12.
Ово насеље је великим делом насељено Србима (према попису из 2002. године).
|  |

| Демографија | Демографија | Демографија |
| Година      | Становника  | Становника  |
| ----------- | ----------- | ----------- |
| 1948.       | 811         |             |
| 1953.       | 858         |             |
| 1961.       | 900         |             |
| 1971.       | 1.004       |             |
| 1981.       | 1.224       |             |
| 1991.       | 1.320       | 1.303       |
| 2002.       | 1.286       | 1.347       |

| Етнички састав према попису из 2002.‍ | Етнички састав према попису из 2002.‍ | Етнички састав према попису из 2002.‍ | Етнички састав према попису из 2002.‍ | Етнички састав према попису из 2002.‍ |
| ------------------------------------ | ------------------------------------ | ------------------------------------ | ------------------------------------ | ------------------------------------ |
|                                      |                                      |                                      |                                      |                                      |
| Срби                                 | Срби                                 |                                      | 1.243                                | 96,65%                               |
| Црногорци                            | Црногорци                            |                                      | 20                                   | 1,55%                                |
| Украјинци                            | Украјинци                            |                                      | 1                                    | 0,07%                                |
| Словенци                             | Словенци                             |                                      | 1                                    | 0,07%                                |
| непознато                            | непознато                            |                                      | 20                                   | 1,55%                                |

| Година пописа     | 1948. | 1953. | 1961. | 1971. | 1981. | 1991. | 2002. |
| ----------------- | ----- | ----- | ----- | ----- | ----- | ----- | ----- |
| Број домаћинстава | 166   | 182   | 242   | 280   | 337   | 379   | 412   |

| Број чланова      | 1  | 2   | 3  | 4  | 5  | 6  | 7 | 8 | 9 | 10 и више | Просек |
| ----------------- | -- | --- | -- | -- | -- | -- | - | - | - | --------- | ------ |
| Број домаћинстава | 66 | 109 | 69 | 93 | 42 | 25 | 3 | 4 | 1 | 0         | 3,12   |

| Пол    | Укупно | Неожењен/Неудата | Ожењен/Удата | Удовац/Удовица | Разведен/Разведена | Непознато |
| ------ | ------ | ---------------- | ------------ | -------------- | ------------------ | --------- |
| Мушки  | 510    | 136              | 333          | 29             | 8                  | 4         |
| Женски | 558    | 92               | 343          | 110            | 10                 | 3         |
| УКУПНО | 1.068  | 228              | 676          | 139            | 18                 | 7         |

| Пол    | Укупно                    | Пољопривреда, лов и шумарство | Рибарство                            | Вађење руде и камена | Прерађивачка индустрија       |
| ------ | ------------------------- | ----------------------------- | ------------------------------------ | -------------------- | ----------------------------- |
| Мушки  | 264                       | 39                            | 0                                    | 0                    | 75                            |
| Женски | 150                       | 28                            | 0                                    | 0                    | 43                            |
| УКУПНО | 414                       | 67                            | 0                                    | 0                    | 118                           |
| Пол    | Производња и снабдевање   | Грађевинарство                | Трговина                             | Хотели и ресторани   | Саобраћај, складиштење и везе |
| Мушки  | 4                         | 35                            | 26                                   | 5                    | 24                            |
| Женски | 1                         | 1                             | 18                                   | 3                    | 1                             |
| УКУПНО | 5                         | 36                            | 44                                   | 8                    | 25                            |
| Пол    | Финансијско посредовање   | Некретнине                    | Државна управа и одбрана             | Образовање           | Здравствени и социјални рад   |
| Мушки  | 1                         | 3                             | 16                                   | 10                   | 8                             |
| Женски | 3                         | 5                             | 5                                    | 13                   | 24                            |
| УКУПНО | 4                         | 8                             | 21                                   | 23                   | 32                            |
| Пол    | Остале услужне активности | Приватна домаћинства          | Екстериторијалне организације и тела | Непознато            | Непознато                     |
| Мушки  | 6                         | 0                             | 0                                    | 12                   | 12                            |
| Женски | 5                         | 0                             | 0                                    | 0                    | 0                             |
| УКУПНО | 11                        | 0                             | 0                                    | 12                   | 12                            |